# Prawo Groscha
Prawo Groscha – aforyzm sformułowany w końcu lat 60. przez Kanadyjczyka Herba Groscha i przyjęty jako teza w latach 70. Prawo mówiło, iż moc obliczeniowa procesora jest wprost proporcjonalna do kwadratu jego ceny. Przestało obowiązywać po wprowadzeniu nowych technologii produkcji układów scalonych.